# Mike Grgich
Mike Grgich (kroatisch: Miljenko Grgić)  (* 1. April 1923 in Desne, Königreich Jugoslawien; † 13. Dezember 2023 in Calistoga, USA) war ein kroatisch-amerikanischer Önologe und Winzer, einer der Pioniere des amerikanischen Weinbaus.

## Leben
Seine Familie besaß in Dalmatien eine kleine Weinkellerei. Grgich besuchte 1949 die Universität von Zagreb, wo er Weinbau und Önologie studierte. 1954 floh er als Student aus dem kommunistischen Jugoslawien nach Westdeutschland. Nach seinem Studium emigrierte er über Kanada nach Kalifornien.
Neun Jahre lang war er beim Weingut Beaulieu Vineyard als Chefchemiker für die Qualitätskontrolle verantwortlich. In dieser Zeit war er auch gemeinsam mit dem russischen Önologen André Tchelistcheff (1901–1994), Joe Heitz (1919–2000) und Robert Mondavi (1913–2008) an den ersten in Kalifornien in großem Umfang durchgeführten Versuchen zur malolaktischen Gärung beteiligt.
1972 machte er sich mit einer Partnerschaft auf Chateau Montelena Winery im kalifornischen Napa Valley selbstständig. Mike Grgich gehörte 1972 zu den ersten Winzern, die den Zinfandel als Weißwein ausbauten (d. h. ohne Maischung mit den Beerenhäuten); dieser hat eine leicht rosa Farbe und wird white zinfandel genannt.
Mike Grgich starb am 13. Dezember 2023 im Alter von 100 Jahren.

## Das „Paris tasting“
Am 24. Mai 1976 versammelte der britische Weinhändler Steven Spurrier (Sommelier Master of Wine und Journalist) in Paris die renommiertesten französischen Weinexperten zu einem Test, der später berühmt gewordenen Weinjury von Paris. Es galt, kalifornische Cabernet Sauvignons und Chardonnays mit den besten Weinen aus Bordeaux und Burgund zu vergleichen.
Die Weinprobe verlief blind (zumindest halb blind): Die Experten wussten, welche Weine ihnen kredenzt wurden, aber die Reihenfolge wurde ihnen vorenthalten. Das Ergebnis war erstaunlich und stellte das Selbstbewusstsein der französischen Weinwelt als Produzenten der weltbesten Weine infrage: Bei den Rotweinen gewann der Stag’s Leap Wine Cellar, bei den Weißen der Chateau Montelena – beides 1973er Weine aus Kalifornien. Ein Reporter der Time, der bei der Probe zugegen war, trug die Kunde vom Sieg der US-Weine in die Heimat, wo die New York Times und die Washington Post die Nachricht begierig aufgriffen. Statistiker relativieren heute das Urteil von damals, nachdem sie sich die vollständig erhaltenen Wertungsbögen der Teilnehmer noch einmal genauer ansahen.
Dieser Erfolg seines Weines erlaubte Grgich, seine eigene Weinkellerei zu begründen, Grgich Hills Cellar in Rutherford, Kalifornien, der 365 Morgen (147 ha) Weingärten besitzt und jedes Jahr 80.000 Kisten Wein produziert. Sein erster Jahrgang gewann die Great-Chardonnay-Kraftprobe vor 221 Mitbewerbern aus aller Welt. Die Weinkellerei wurde im Jahr 2006 in Grgich Hills Estate umbenannt.

## Aktivitäten in Kroatien
Nach dem Zusammenbruch Jugoslawiens bemühte sich Grgić früh um eine Rückkehr nach Kroatien mit dem Ziel, ein Weingut in Dalmatien aufzubauen. 1996 gründete er in Trstenik auf der Halbinsel Pelješac einen Betrieb in einem ehemaligen Ferienheim der jugoslawischen Volksarmee. Gekeltert werden im Weingut mit dem Namen Grgić Vina ein Plavac Mali und ein Posip. Im Juli 2015 wurden bei einem Waldbrand große Teile des Weingutes zerstört.